# Ley de Organización y Atribuciones de los Tribunales (Honduras)
La Ley de Organización y Atribuciones de los Tribunales de Honduras o conocida como la L.O.A.T. es la ley que establece la organización jurídica de los tribunales sobre la competencia, jurisdicción, conocimiento de causa, regulación de las partes procuradores en los juicios y los trámites a seguir sobre un determinado asunto tanto en materia penal, materia civil o especial.

## Historia
Esta ley fue aprobada y publicada mediante Decreto n.º 76-1906 de fecha 19 de enero, por la Asamblea Nacional Constituyente y siendo presidente de Honduras el general Manuel Bonilla Chirinos, entrando en vigencia el 1 de marzo de 1906; y hasta esa fecha quedan derogados: el Código de Procedimientos de 31 de enero de 1899, la Ley de Enjuiciamiento Criminal de fecha 13 de septiembre de 1904 y las demás disposiciones preexistentes.

## Contenido de la LOAT
- Título I. De la Administración de Justicia.
  - Artículos 1 al 15
- Título II. De los Jueces de Paz.
  - Artículos 16 al 37
- Título III. De los Jueces de Letras.
  - Artículos 38 al 49
- Título IV. De las Cortes de Apelaciones
- Capítulo I. De su Organización  y Atribuciones.
  - Artículos 50 al 60
- Capítulo II. De los Acuerdos.
  - Artículos 61 al 71
- Capítulo III. De los Presidentes.
  - Artículos 72 al 73
- Título V. De la Corte Suprema.
  - Artículos 74 al 88
- Título VI. Del Nombramiento Instalación y Subrogación de los Jueces y Magistrados.
- Capítulo I. Del Nombramiento de Jueces y Magistrados.
  - Artículos 89 al 92
- Capítulo II. De la Instalación de los Jueces y Magistrados.
  - Artículos 93 al 97
- Capítulo III. De la Subrogación de los Jueces y Magistrados.
  - Artículos 98 al 104
- Título VII. De los Deberes y Prohibiciones de los Jueces y Magistrados.
  - Artículos 105 al 112
- Título VIII. De las Licencias y de la Suspensión y Terminación de las Funciones de los Jueces y Magistrados.
  - Artículos 113 al 115
- Título IX. De los Jueces Árbitros.
  - Artículos 116 al 119
- Título X. De la Responsabilidad Judicial.
- Capítulo I. De la Responsabilidad Criminal de los Jueces y Magistrados.
  - Artículos 120 al 128
- Capítulo II. De la Responsabilidad Civil de los Jueces y Magistrados.
  - Artículos 129 al 133
- Capítulo III. Disposiciones Comunes a los dos Capítulos Anteriores.
  - Artículos 134 al 136
- Título XI. De la Competencia.
- Capítulo I. Disposiciones Comunes.
  - Artículos 137 al 142
- Capítulo II. De la Competencia en lo Civil.
- Sección Primera. Reglas Generales.
  - Artículos 143 al 157
- Sección Segunda. Reglas Especiales.
  - Artículos 158 al 158
- Capítulo III. De la Competencia en lo Criminal.
  - Artículos 159 al 183
- Capítulo IV. De las Cuestiones de Competencia.
  - Artículos 184 al 185
- Título XII. De la Recusación de los Jueces y Magistrados.
- Capítulo I. De las Causas de Recusación.
  - Artículos 186 al 192
- Capítulo II. De las Cuestiones de Recusación.
  - Artículos 193
- Título XIII. Del Ministerio Público[2]
- Capítulo I. De su Organización.
- Capítulo II. De las Atribuciones del Ministerio Público.
- Capítulo III. De la Unidad y Dependencia del Ministerio Público.
- Capítulo IV. Disposiciones Complementarias.
- Título XIV. De los Secretarios.
  - Artículos 218 al 228
- Título XV. De los Receptores.
  - Artículos 229 al 232
- Título XVI. De los Notarios.
  - Artículos 233 al 236
- Título XVII. De los Abogados y Procuradores.
- Capítulo I. Disposiciones Comunes a los Abogados y Procuradores.
  - Artículos 237 al 243
- Capítulo II. De los Abogados.
  - Artículos 244 al 248
- Capítulo III. De los Procuradores.
  - Artículos 249 al 265
- Título XVIII. De la Observancia de esta Ley.
- Artículo 264.

Dado en la ciudad de Tegucigalpa, ocho de febrero de mil novecientos seis. Manuel Bonilla.
El Secretario de Estado en el Despacho de Gobernación, Salomón Ordóñez. El Secretario de Estado en el Despacho de Guerra, encargado del de Justicia e Instrucción Pública, Sotero Barahona. El Secretario de Estado en el Despacho de Hacienda y Crédito Público, encargado del de Fomento y Obras Públicas, Saturnino Medal. El Secretario de Estado en el Despacho de Relaciones exteriores, Mariano Vásquez.

## Reformas de la L.O.A.T.
La Ley de Organización y Atribuciones de los Tribunales, aún se usa por los magistrados y jueces de los tribunales hondureños, pero ha sufrido ciertas reformas: 
- Decreto n.º 92-1935, de fecha 18 de febrero de 1935, siendo Presidente el Doctor y general Tiburcio Carias Andino
- Decreto n.º 152-1935, de fecha 20 de marzo de 1935, siendo Presidente el Doctor y general Tiburcio Carias Andino.
- Decreto n.º 42-1937, de fecha 14 de enero de 1937, siendo Presidente el Doctor y general Tiburcio Carias Andino.
- Decreto n.º 46-1937, de fecha 19 de enero de 1937, siendo Presidente el Doctor y general Tiburcio Carias Andino.
- Decreto n.º 89-1951, de fecha 7 de marzo de 1951, siendo Presidente el Doctor Juan Manuel Gálvez.
- Decreto-Ley n.º 161, de fecha 11 de noviembre de 1955, siendo Jefe Supremo de Estado, Julio Lozano Díaz.
- Decreto n.º 109-1971, de fecha 1 de diciembre de 1971, siendo Presidente el Doctor Ramón Ernesto Cruz.
- Decreto n.º 74-87, de fecha 16 de junio de 1987, siendo Presidente el Ingeniero José Azcona del Hoyo.
- Decreto n.º 91-95, de fecha 16 de mayo de 1995, siendo Presidente el Doctor Carlos Roberto Reina Idiáquez.[3]